# Batalha de Festubert
A Batalha de Festubert (15–25 de Maio de 1915) consistiu num ataque do Exército Britânico na região francesa de Artois, na Frente Ocidental, durante a Primeira Guerra Mundial. Esta ofensiva foi uma de vários ataques efectuados pelo 10.º Exército francês e pelo 1.º Exército britânico na Segunda Batalha de Artois (3 de Maio – 18 de Junho de 1915). Depois do fracasso da tentativa de penetração pelo 1.º Exército no ataque de Aubers (9 de Maio de 1915), as tácticas utilizadas de bombardeamentos rápidos e fortes, e avanço da infantaria sem objectivo definido, foram substituídas pela prática francesa de fogo de artilharia lento, cujo objectivo era preparar o caminho para a os ataques da infantaria. Foram planeados três dias de bombardeamentos pela artilharia pesada britânica para destruir as barreiras de [arame-farpado]] e os postos de metralhadoras alemães, assim como os pontos de concentração da infantaria. As defesas alemãs deveriam ser capturadas por ataques contínuos, por uma divisão de infantaria, desde a Rue du Bois até ao Chocolat Menier Corner, e por uma segunda divisão a norte, cerca de 550 m, que deveria capturar as trincheiras alemãs à esquerda da vila de Festubert. Os objectivos estavam situados a 1 000 jardas (910 m) à frente, em vez dos 3 000 jardas (2 700 m) de profundidade de terreno pretendida em Aubers. Esta batalha foi a primeira tentativa britânica de guerra de desgaste.